# Biscutella calduchii
Biscutella calduchii es una especie de planta herbácea y  medicinal  perteneciente a la familia Brassicaceae (=Cruciferae). 

## Descripción
Es una planta de cepa bastante lignificada, de la que surgen tallos sin hojas en su parte inferior. Las primeras hojas están dispuestas en agrupaciones no muy densas, elevadas sobre el sustrato, con anchura normalmente superior a 1 cm, verdosas, provistas de unos pocos pares de anchos y cortos dientes laterales, estando la mayor anchura hacia el extremo apical.

## Hábitat y distribución
Se encuentra en los matorrales secos, claros de bosques, terrenos rocosos y pedregosos, sobre sustrato silíceo, en áreas de baja a media montaña litoral, en Castellón y Valencia.

## Taxonomía
Biscutella calduchii fue descrita por (O.Bolòs & Masclans) Mateo & M.B.Crespo y publicado en Cat. Fl. Prov. Teruel 167 1990.
Etimología
Biscutella: nombre genérico que deriva del Latín bi= «doble» y scutella = «pequeña copa».
calduchii: epíteto  otorgado en honor del botánico español Manuel Calduch. 
Sinonimia
- Biscutella laevigata var. calduchii O.Bolòs & Masclans	[3]

## Nombres vernáculos
Castellano: Anteojos